# Музыка Узбекистана

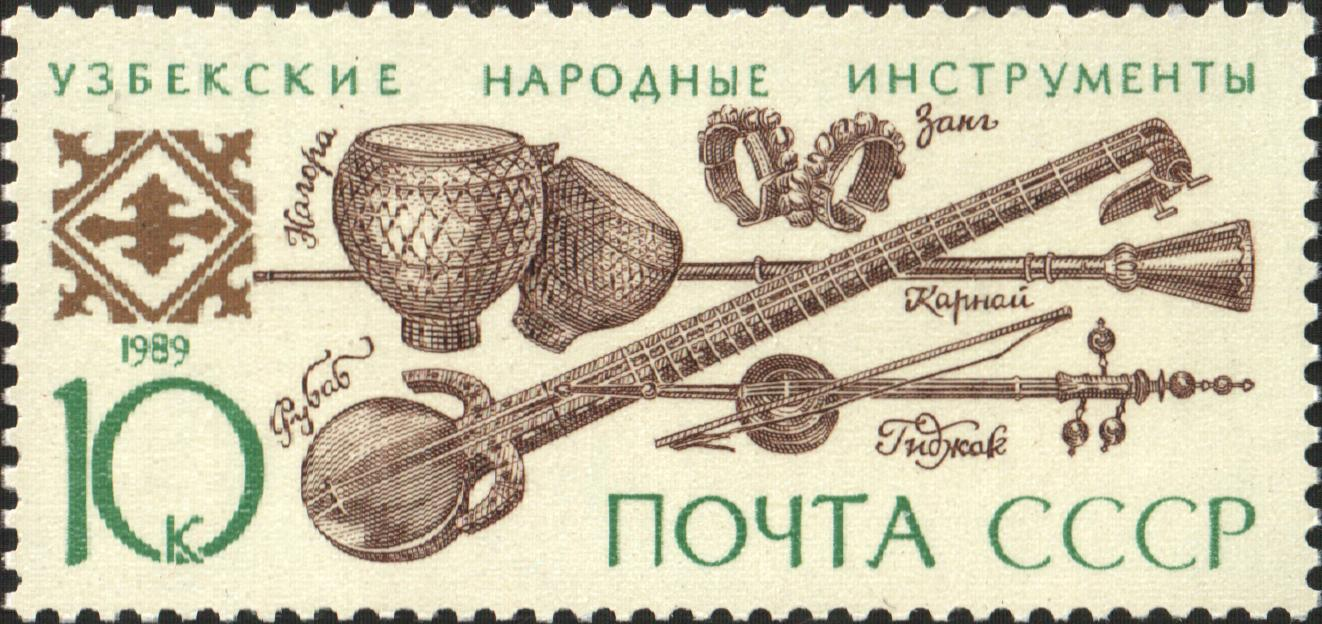
Музыкальные инструменты Узбекистана на марке СССР

Музыка Узбекистана схожа с музыкой Среднего Востока и характеризуется сложными ритмами и метрами. Из-за долгой истории музыки в стране и большого разнообразия музыкальных стилей и музыкальных инструментов, Узбекистан часто считается одной из самых музыкально разнообразных стран в Центральной Азии.

## Классическая музыка Узбекистана
Музыка современного Узбекистана имеет очень долгую и богатую историю. Считается, что Шашмаком, среднеазиатский стиль классической музыки, возник в городах Бухара и Самарканд в конце XVI века. Термин «шашмаком» переводится как шесть макамов и относится к структуре музыки с шестью разделами в разных ладах, аналогично классической персидской традиционной музыке . Интерлюдии устной суфийской поэзии прерывают музыку, обычно начинающуюся с низкого регистра и постепенно поднимающуюся до кульминации, прежде чем успокоиться до начального тона.
После того, как Туркестан стал частью Российской империи в XIX веке, были предприняты первые попытки записать национальные мелодии Туркестана. Русские музыканты помогли сохранить эти мелодии, введя музыкальную нотацию в регионе.
В 1950-х годах узбекская народная музыка потеряла популярность, а Советский Союз запретил этот жанр. Хотя народные музыкальные группы были запрещены, они продолжали играть свою музыку по-своему и распространять её в индивидуальном порядке. После обретения Узбекистаном независимости от СССР, в начале 1990-х годов общественный интерес к традиционной узбекской музыке возродился. В настоящее время узбекские телерадиокомпании регулярно играют традиционную музыку.
Народный артист Узбекистана Тургун Алиматов — узбекский композитор классической и фольклорной музыки, а также исполнитель танбура, дутара и сато . Его сочинения включают «Сегах», «Чоргох», «Бузрук», «Наво» и «Тановар». Его образ связан с национальной гордостью и был представлен миру как символ узбекской классической музыки.
Другой известный узбекский композитор — Мухаммаджон Мирзаев. Его самые известные сочинения включают «Бахор вальси» («Весенний вальс») и «Сарвиноз». «Бахор вальси» звучит на узбекских телерадиоканалах каждую весну.
Шерали Джораев — певец традиционной узбекской музыки. Тем не менее, узбекское правительство запретило его выступления на узбекском телевидении и публичные выступления с 2002 года. Он до сих пор выступает на узбекских свадьбах и в других странах, чтобы завоевать популярность.
В последние годы такие певцы, как Юлдуз Усманова и Севара Назархан, представили узбекскую музыку мировой аудитории, смешав традиционные мелодии с современными ритмами и инструментами. В конце 2000-х годов Озодбек Назарбеков смешал современную музыку с элементами традиционной узбекской музыки.

## Современная музыка Узбекистана
Многие виды популярной музыки, в том числе народная, поп и рок музыка, особенно процветали в Узбекистане с начала 1990-х годов. Узбекская поп-музыка хорошо развита и пользуется популярностью благодаря поп-музыке и различным радиостанциям.
Многие узбекские певцы, такие как Севара Назархан и Согдиана Федоринская, Райхон Ганиева достигли коммерческого успеха не только в Узбекистане, но и в других странах СНГ, таких как Казахстан, Россия и Таджикистан .

### Рок
Из метал-групп Узбекистана, получивших определённую степень признания, выделяются Night Wind и прогрессив-метал-группа Flyin Up. Другие узбекские метал-группы — Iced Warm, Salupa Zindan и «Агония».

### Рэп
Рэп-музыка стала популярной среди узбекской молодежи. Рэперы, такие как Шахрух, стали очень популярными среди молодежи в 2000-х годах. Однако узбекское правительство подвергает цензуре рэп-музыку. Оно создало специальный орган для цензуры рэпа, потому что считает, что этот тип музыки не соответствует узбекской музыкальной культуре.

## Инструменты
В Узбекистане играют на различных музыкальных инструментах. Традиционные инструменты включают в себя:

### Струнные
- Дутар
- Рубоб
- Танбур
- Тар
- Уд
- Кеманча
- Чанг

### Духовые
- Карнай
- Най
- Кушна
- Зурна

### Ударные
- Дойра
- Довул
- Нагара
- Кошик
- Занг